# Brackett (månkrater)
För andra betydelser, se Brackett.
Brackett är en nedslagskrater på månen. Brackett har fått sitt namn efter den amerikanske fysikern Frederick Sumner Brackett.